# Мезентій
Мезе́нтій (лат. Mezentius) — володар етруського міста Цере, якого підданці вигнали за жорстокість. Мезентій утік до Турна і разом з ним воював проти Енея, у двобої з яким (варіант: з Асканієм) загинув. Мезентій вимагав, щоб йому приносили призначені богам перші плоди нового врожаю, тому боги ставилися до нього вороже. За деякими відомостями був лукумоном міста Цере та головою етруського флоту у битві при Алалії у 535 (або 540) році до н. е. У зв'язку з цим до Мезентія було негативне ставлення греків та їхніх істориків, що приписували цьому етруському цареві невластиві якості.